# آشر فيش
آشر فيش (بالعبرية: אשר פיש‏) هو موزع إسرائيلي، ولد في 19 مايو 1958 في القدس في إسرائيل.

## وصلات خارجية
- الموقع الرسمي
- آشر فيش على موقع ميوزك برينز (الإنجليزية)
- آشر فيش على موقع ديسكوغز (الإنجليزية)